# Androsace des Alpes
Androsace alpina
Espèce
Classification phylogénétique
L'androsace des Alpes (Androsace alpina) est une espèce de plantes à fleurs de la famille des Primulaceae.
C'est une plante herbacée endémique des Alpes.

## Description

### Caractéristiques
- Organes reproducteurs
  - Couleur dominante des fleurs : blanc, rose
  - Période de floraison : août-octobre
  - Inflorescence : ombelle simple
  - Sexualité : hermaphrodite
  - Pollinisation : entomogame
- Graine
  - Fruit : capsule
  - Dissémination : barochore
- Habitat et répartition
  - Habitat type : éboulis médioeuropéens, acidophiles, orophiles alpiens
  - Aire de répartition : orophyte alpien

Données d'après : Julve, Ph., 1998 ff. - Baseflor. Index botanique, écologique et chorologique de la flore de France. Version : 23 avril 2004.

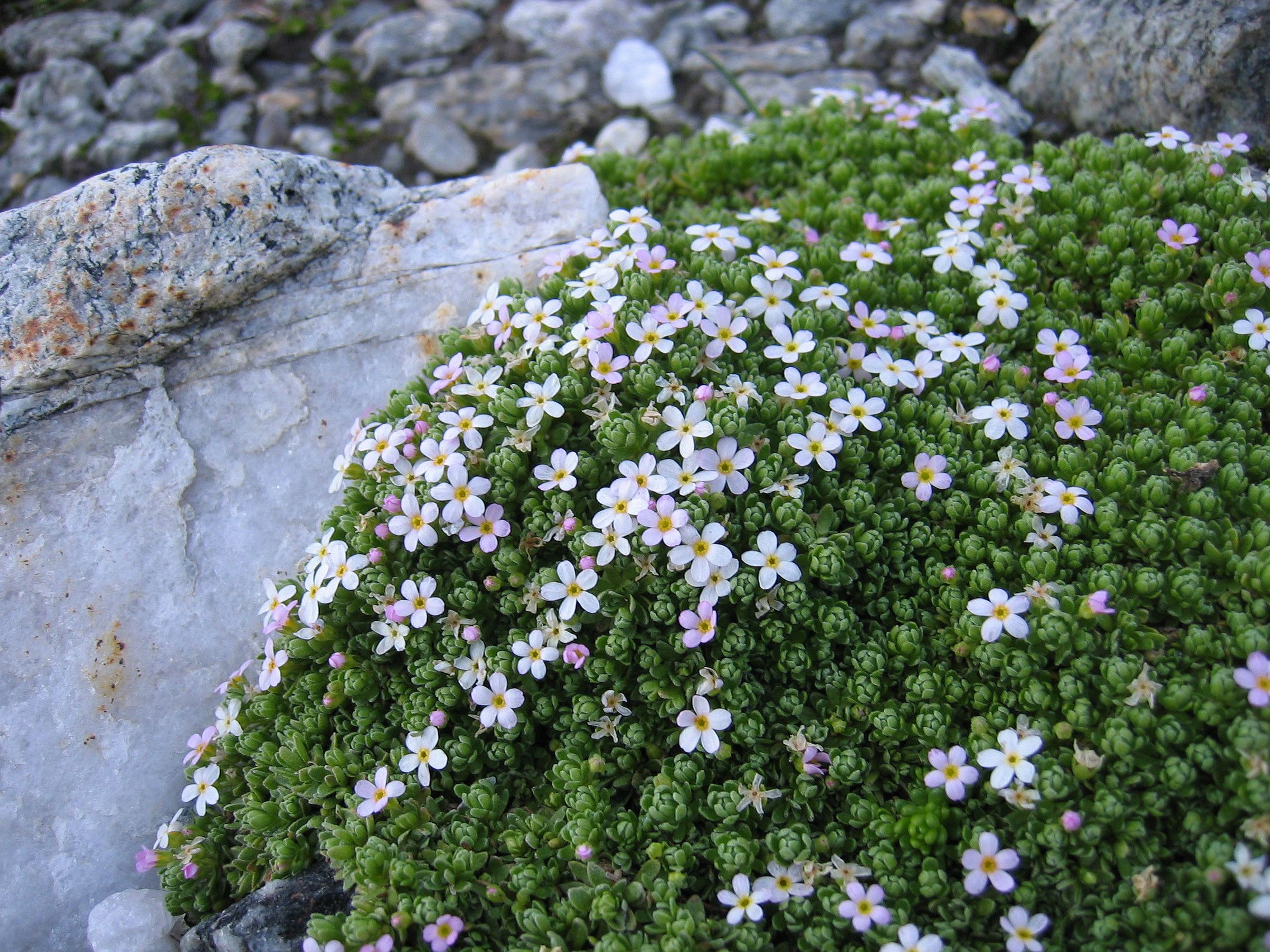
Androsace des Alpes.
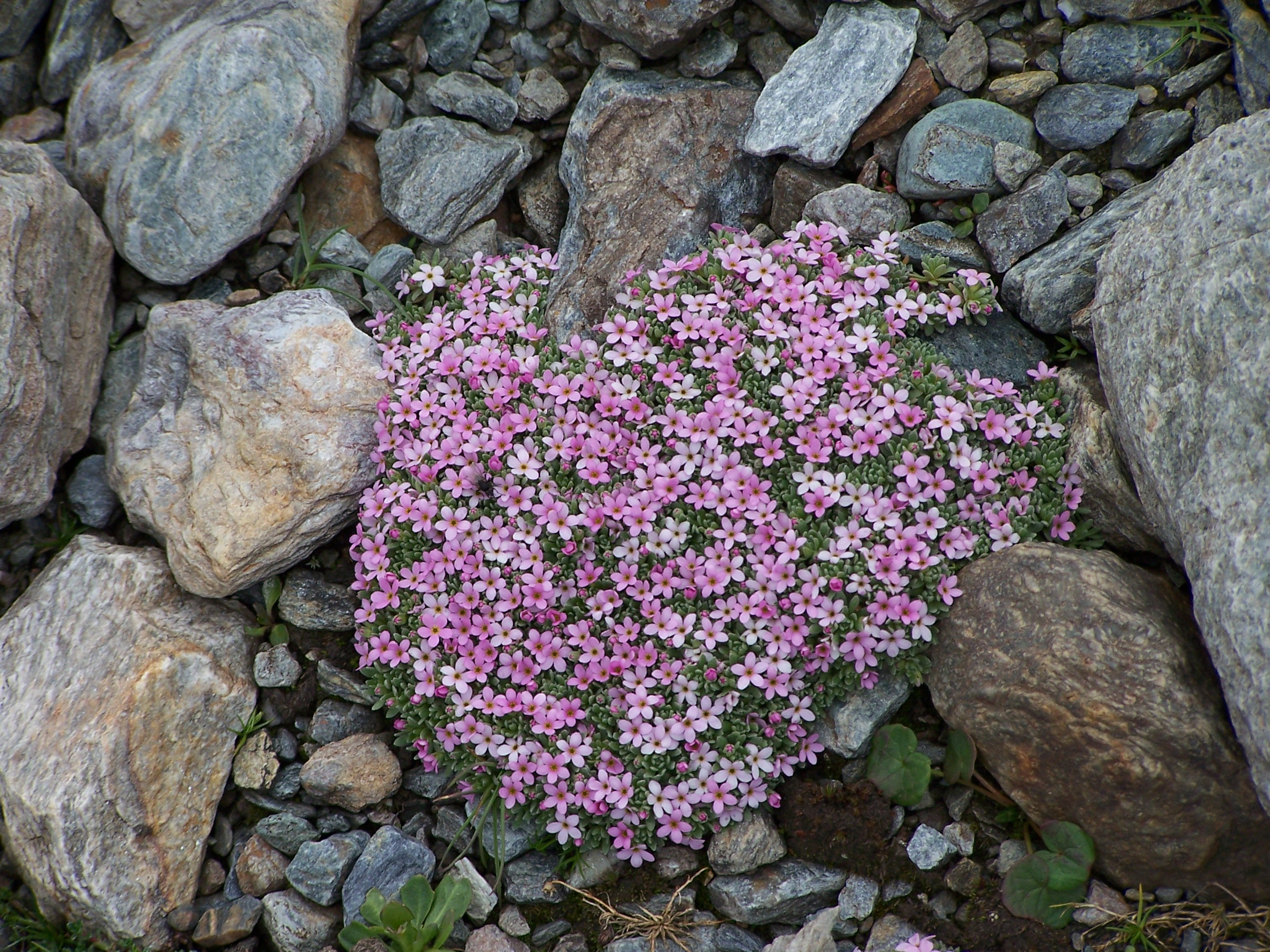

## Statut de protection
- Cette espèce est inscrite sur la liste des espèces végétales protégées sur l'ensemble du territoire français métropolitain en Annexe I.